# Uchuu no Senshi
Uchuu no Senshi (яп. 宇宙の戦士 утю: но сэнси, «Звёздный десант») — шестисерийное аниме, снятое компаниями Sunrise и Bandai Visual в формате OVA, выпущенное в 1988 году. Основано на романе Роберта Хайнлайна «Звёздный десант», который был опубликован в 1959 году. Считается, что по сравнению с другими экранизациями, сериал ближе к духу оригинального романа, несмотря на то, что многие сюжетные ходы были изъяты и изменены. В аниме также отсутствует единственный книжный персонаж-японец — мастер боевых искусств Сюдзуми.

## Сюжет
Девушки - опасные создания. Как пришельцы, только коварнее. Выпускнику Джону Рико довелось влюбиться в такую - Карменситу Ибанес, умницу, красавицу и т.д. Только вот она, кажется, на него внимания не обращает - её больше интересует космический флот и карьера военного пилота Земной Федерации. Но сам Джонни так и не решил, чего он хочет, ведь та перспектива, которую предлагает ему отец - принять дело компании Рико Фудз - кажется ему слишком скучной. А тут ещё близкий друг Карл тоже решил вступить в армию в качестве инженера. Вот и Джонни решил, что на Земле ему - не место, а место ему - в космическом флоте, поближе к Карменсите. Но желания желаниями, а реальность... Рико попадает в пехотные войска - самый суровый вид войск Федерации. За тяжёлыми тренировками и постоянными стрессами он, порой, забывает, для чего он здесь. Товарищи покидают тренировочный лагерь один за другим, а он продолжает падать и вставать. Постоянно на грани - это и есть жизнь мобильного пехотинца. Всё меняется после того, как существа неизвестного вида атакуют Новый Буэнос Айрэс. Всё бы ничего, но мать Джона, которая, к слову, была категорически против его вступления в федеральные войска, была там, когда город был уничтожен. Джонни получает письмо от отца с сообщением о гибели матери. Эта новость повергает его в шок на фоне и без того бесконечных невыносимых тренировок. После этого пришельцы атакуют тренировочный лагерь Федерации на Марсе, в результате чего гибнет товарищ Грэг, который ценой своей жизни спас Рико от неминуемой гибели. А на Земле не замечают войны - в этом герои Рико и Смит убеждаются во время короткой увольнительной. Девушка Грэга всего через пол-года после его гибели выходит замуж, отморозки никуда не делись, а драка за правое дело, как и прежде, вне закона. Мобильная Пехота же - это настоящая семья, где один за всех и все за одного. Да и периодические случайные встречи с Карменситой дают Джонни пищу для надежд. Между прочим, ему удалось-таки её заинтересовать, и она даже написала ему письмо, в котором сообщила, что служит на тренировочном корабле Саратога. Позже становится известно, что Саратога был уничтожен, а остатки экипажа приземлились на планете Клендату, населённой недружественными тварями. Мобильную пехоту отправляют на выручку экипажу. В тяжёлом неравном бою Рико получает ранение и просыпается в госпитале. Там медсестра приглашает его в обсерваторию, где его встречает Карменсита...

## Роли озвучивали
- Ясунори Мацумото — Джонни Рико
- Рэй Сакума — Кармен Ибаньес
- Синдзи Огава — отец Джонни
- Кадзуко Янага — Мария Рико
- Юдзи Мицуя — Карл
- Макото Атака — Пол
- Акира Камия — Старший сержант Зим
- Хиротака Судзуоки — Грег
- Кадзухико Иноуэ — Смит
- Сё Хаями — Бад